# Gabrk, Škofja Loka
Gabrk je naselje v Občini Škofja Loka.